# إيفان تشيرنتشيكوف
إيفان تشيرنتشيكوف (الروسية: Черенчиков, Иван Андреевич) (25 أغسطس 1984 بأوزايورسك في روسيا - ) هو لاعب كرة قدم روسي في مركز الدفاع. شارك مع منتخب روسيا تحت 21 سنة لكرة القدم. أما مع النوادي، فقد لعب مع أمكار بيرم.

## وصلات خارجية
- ايفان تشيرنخيكوف على موقع قاعدة بيانات كرة القدم.إي يو (الإنجليزية)
- ايفان تشيرنخيكوف على موقع Soccerway.com (الإنجليزية)
- ايفان تشيرنخيكوف على موقع عالم كرة القدم.نت (الإنجليزية)